# فلورنس هانت
فلورنس هانت (انگلیسی: Florence Hunt؛ زادهٔ ۲ فوریه ۲۰۰۷) بازیگر اهل انگلستان است. او بیشتر برای ایفای نقش هایسینث در درام تاریخی بریجرتون (۲۰۲۰–اکنون) محصول نتفلیکس شناخته می‌شود. هانت در سال ۲۰۲۴ از سوی اسکرین اینترنشنال به‌عنوان یکی از ستارگان فردا معرفی شد.

## اوایل زندگی و تحصیلات
فلورنس هانت در کلاس‌های بازیگری تلویژن ورک‌شاپ در ناتینگهام، انگلستان آموزش دید.

## حرفه
هانت نخستین بار در تلویزیون با ایفای نسخهٔ جوان‌تر شخصیت نیموئه (با بازی کاترین لانگفورد) در مجموعهٔ فانتزی آرتوریایی نفرین شده محصول نتفلیکس حضور یافت که در سال ۲۰۲۰ منتشر شد. در همان سال، او بازی در نقش هایسینث، هشتمین و کوچک‌ترین فرزند خانوادهٔ بریجرتون را در درام تاریخی بریجرتون آغاز کرد؛ مجموعه‌ای که به تهیه‌کنندگی شاندالند و بر اساس رمان‌های عاشقانهٔ دورهٔ ریجنسی نوشتهٔ جولیا کوئین ساخته شده است. در زمان تبلیغ فصل دوم این مجموعه در سال ۲۰۲۲، هانت چند ویدئوی پشت صحنه در تیک‌تاک منتشر کرد که به سرعت وایرال شد.
در سال ۲۰۲۱، او در اقتباس نمایشی فورس ماژور در تئاتر دِنمار وِرهوس نقش «ورا» را به صورت مشترک با بو براگاسون ایفا کرد. گرچه نقدهای کلی نمایش متفاوت بود، اما بازی هانت تحسین شد. تیم واکر از نشریهٔ نیو یوروپین نوشت: «افتخار واقعی بازیگری، اما به فلورنس هانت و هنری هانت تعلق می‌گیرد (در شبی که من نمایش را دیدم)». همچنین نشریهٔ London Theatre Reviews او را «یک بازیگر جوان استثنایی» توصیف کرد.
در آوریل ۲۰۲۳ اعلام شد که هانت با بازی در کنار ژولیت بینوش، تام کورتنی و آنا کالدر-مارشال در فیلم ملکه در دریا به کارگردانی لَنس همر نخستین تجربهٔ سینمایی خود را رقم خواهد زد. او همچنین نقشی در مجموعهٔ میکس‌تیپ دارد.

## فیلم‌شناسی
| سال        | عنوان        | نقش              | توضیحات |
| ---------- | ------------ | ---------------- | ------- |
| ۲۰۲۰       | نفرین شده    | نیموئه (۱۰ ساله) | ۲ قسمت  |
| ۲۰۲۰–اکنون | بریجرتون     | هایسینث بریجرتون |         |
| ۲۰۲۵       | میکس تیپ     | یانگ آلیسون      |         |
| TBA        | ملکه در دریا |                  |         |

## جوایز و نامزدی‌ها
| سال  | مراسم جوایز               | دسته                                      | اثر      | نتیجه    | منابع         |
| ---- | ------------------------- | ----------------------------------------- | -------- | -------- | ------------- |
| ۲۰۲۱ | جوایز انجمن بازیگران فیلم | بهترین اجرای گروه بازیگران در مجموعه درام | بریجرتون | نامزدشده | [ ۱۲ ] [ ۱۳ ] |
| ۲۰۲۵ | جوایز انجمن بازیگران فیلم | بهترین اجرای گروه بازیگران در مجموعه درام | بریجرتون | نامزدشده | [ ۱۴ ]        |